# Wysoki Kamień

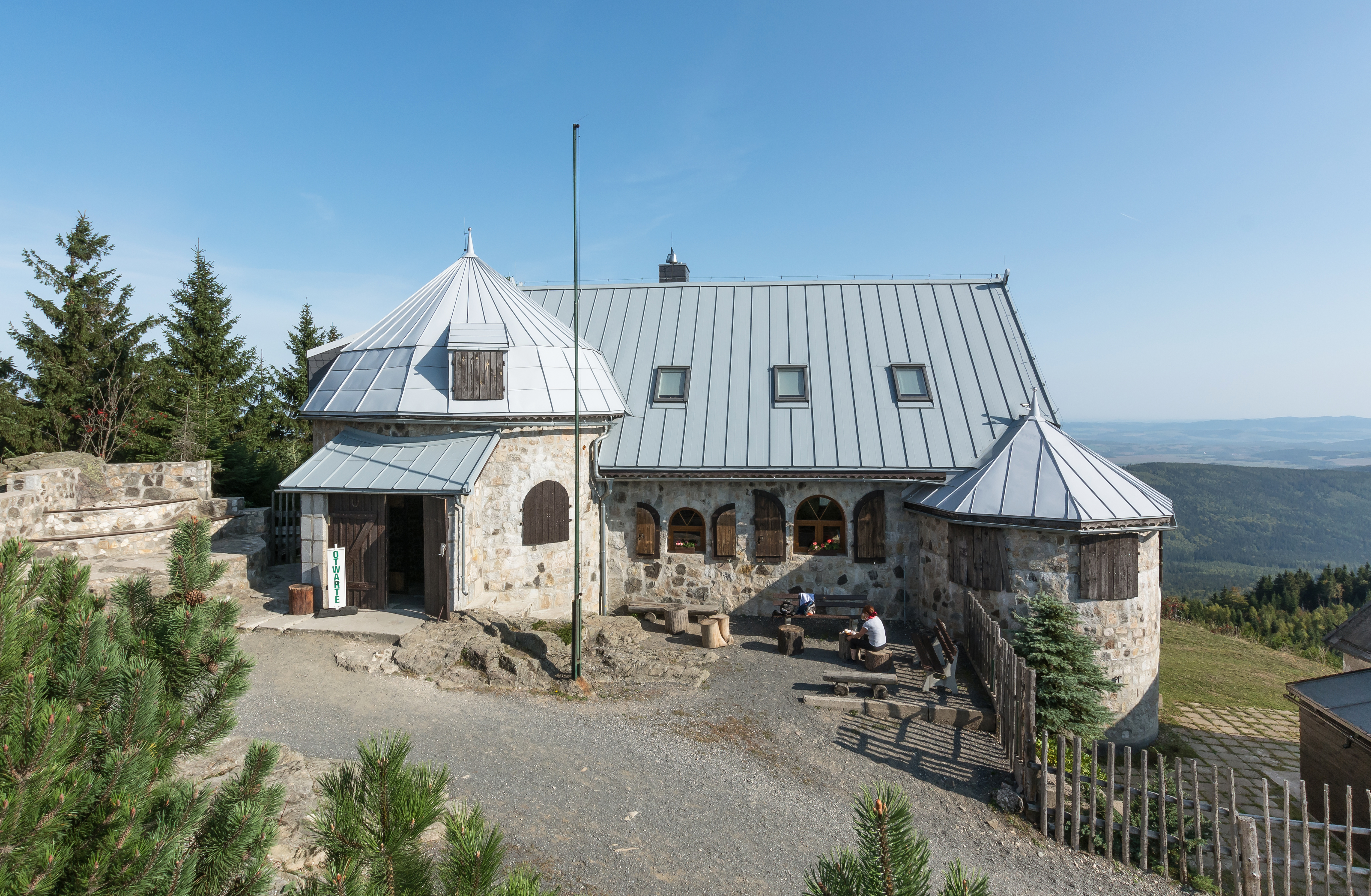
Schronisko Wysoki Kamień

Wysoki Kamień (niem. Hochstein im Isergebirge, 1058 m n.p.m.) – szczyt w Sudetach Zachodnich, położony w Wysokim Grzbiecie (Góry Izerskie), tuż nad Szklarską Porębą. Ze szczytu rozciąga się panorama na Karkonosze, Góry Izerskie, Góry Kaczawskie oraz Rudawy Janowickie. Na grzbiecie biegnącym na zachód od głównego szczytu aż do przełęczy Rozdroże pod Zwaliskiem występują trzy wybitne skaliste wyniesienia o wysokościach 1050 (Duży Wysoki Kamień), 1025 Zawalidroga i 1023 (bezimienne). Grzbietem tym biegnie szlak czerwony.
Wysoki Kamień należy do Korony Gór Dolnego Śląska

## Budowa geologiczna
Masyw Wysokiego Kamienia położony jest w obrębie bloku karkonosko-izerskiego, w strefie kontaktu granitoidowego masywu karkonoskiego oraz metamorfiku izerskiego. Grzbiet zbudowany z odpornych na wietrzenie hornfelsów, które tworzą skałki na szczycie. Zbocza południowe tworzą karbońskie granity porfirowate, północne zaś staropaleozoiczne skały metamorficzne – gnejsy i łupki łyszczykowe.

## Historia
W 1837 Schaffgotschowie, będący właścicielami tych terenów, wybudowali na szczycie schronisko Hochsteinbaude, jako jedne z pierwszych w Sudetach, w tym czasie rodzina ta wzniosła też schronisko nad Śnieżnymi Kotłami. W 1875 powstała wieża widokowa, ale już w 1882 budynek schroniska spłonął. Szybko go odbudowano, choć według niektórych źródeł nie oferowano już noclegów. Po II wojnie światowej został zdewastowany i okradziony. Otwarto go ponownie dla turystów w 1947, ale posiadał tylko kilka miejsc noclegowych. W 1962 nieremontowane schronisko zamknięto, a w 1963 rozebrano.
W 1996 roku gmina ogłosiła przetarg na kupno tego terenu. W przetargu wygrała rodzina Gołbów ze Szklarskiej Poręby. Po uporządkowaniu terenu wybudowano budynek gospodarczy, poprawiono drogę dojazdową i rozpoczęto budowę nowego schroniska. Obecnie (2022 r.) schronisko dalej jest w budowie, jednak działa tu bufet, w którym można kupić napoje i pamiątki. Dobiega końca budowa nowej wieży widokowej, z której roztacza się widok na całe pasmo Karkonoszy, Gór Izerskich i Kaczawskich.

## Szlaki turystyczne
– żółty z Zakrętu Śmierci przez Czarną Górę
 – czerwony – Główny Szlak Sudecki ze Szklarskiej Poręby
 – czerwony – Główny Szlak Sudecki od Rozdroża pod Zwaliskiem